# Trumpetkamaroptera
Trumpetkamaroptera (Camaroptera brachyura) är en fågel i familjen cistikolor inom ordningen tättingar.

## Utbredning och systematik
Trumpetkamaroptera delas in i 16 underarter med följande utbredning:
- brevicaudata-gruppen 
  - C. b. brevicaudata – Senegal och Sierra Leone till centrala Sudan och låglänta delar av Etiopien
  - C. b. tincta – Liberia till västra Kenya, nordvästra Angola, nordvästra Zambia och västra Tanzania
  - C. b. abessinica – södra Sydsudan, Etiopien, Djibouti, norra Somalia, nordöstra Kongo-Kinshasa, norra Uganda och norra Kenya
  - C. b. insulata – Etiopien (Ghere-regionen och Kaffa-provinsen)
  - C. b. erlangeri – södra Somalias kustland, Kenya och nordöstra Tanzania
  - C. b. aschani – högländerna från Kenya till allra sydvästligaste Uganda och östra Kongo-Kinshasa (Kivu)
  - C. b. griseigula – västra Kenya till östra Uganda och norra Tanzania
  - C. b. intercalata - östra Angola, södra Demokratiska republiken Kongo (Katanga), östra Zambia och västra Tanzania
  - C. b. sharpei – södra Angola till Namibia, Zambia, Malawi, Zimbabwe, västra Transvaal
  - C. b. transitiva – sydöstra Botswana till Zimbabwe
  - C. b. beirensis – Moçambique (norr om floden Save) till östra Zimbabwe och nordöstra Zululand
- brachyura-gruppen
  - C. b. pileata – södra Kenya till sydöstra Tanzania samt öarna Mafiaön och Zanzibar
  - C. b. fugglescouchmani – östra Tanzania till Zambia och Malawi
  - C. b. bororensis – södra Tanzania till södra Malawi och norra Moçambique
  - C. b. brachyura – kustnära östra och södra Sydafrika (centrala KwaZulu-Natal till östra Västra Kapprovinsen)
  - C. b. constans – sydöstra Zimbabwe, södra Moçambique, Swaziland och nordöstra Sydafrika

Underartsgruppen brevicaudata urskiljs ibland som en egen art, Camaroptera brevicaudata.

## Status och hot
Arten har ett stort utbredningsområde och tros öka i antal. Internationella naturvårdsunionen IUCN listar den därför som livskraftig (LC).